# Roncus svarozici
Roncus svarozici är en spindeldjursart som beskrevs av Bozidar P.M. Curcic 1992. Roncus svarozici ingår i släktet Roncus och familjen helplåtklokrypare. Inga underarter finns listade i Catalogue of Life.